# Ibn al-Muqaffa

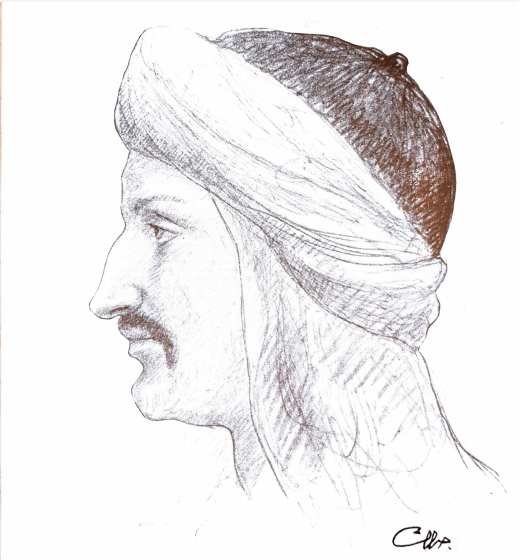
Ilustración de Ibn al-Muqaffa, por Khalil Gibran.

Abdallah Ibn al-Muqaffa (en persa: ابن مقفع‎) fue un escritor en idioma persa nació alrededor del 720 en Gour (el actual Firuzabad, en la provincia de Fars, Irán), en una familia zoroastriana. Se convirtió al Islam cuando era un joven adulto y a pesar de ello fue acusado como hereje por los ortodoxos. Fue ejecutado por el califa Sofian al "supuestamente", creer en Mani, profeta posterior a Zoroastro (en árabe زندقه). Murió desmembrado alrededor del 757.
Abdallah tradujo obras del árabe y también de la lengua Pahlevi (antigua lengua persa cercana al Dari), entre ellas: Kalila wa Dimna (en persa كليله و دمنه), una colección de fábulas de los Panchatantra (cuentos de la India) del 750. Alfonso X el Sabio tradujo esta obra al castellano en el siglo XIII con el título de Calila e Dimna. Como traductor de varios textos Persas importante, introdujo el género del adab o instrucción de príncipes en la literatura Árabe. El poeta francés Jean de La Fontaine, inspirado por Kalila wa Dimna, realizó una adaptación de estas fábulas bajo el título El Libro de las Luces.
Su obra importante es "Dossier sobre Alsahaba" (en árabe رساله فى الصحابه), que principalmente fue dedicado al Califato Abbassi, el Mansur, quien tenía en mucha virtud dejar modificar los reglamentos políticos e ideológicos de su era. El Islamólogo francés, Charles Pellat, ha corregido y traducido este dossier. (Charles Pellat, Ibn al-Muqaffa, conseilleur du califa, Paris, Maisonneuve et Larose 1976).